# McDonnell Douglas MD-80

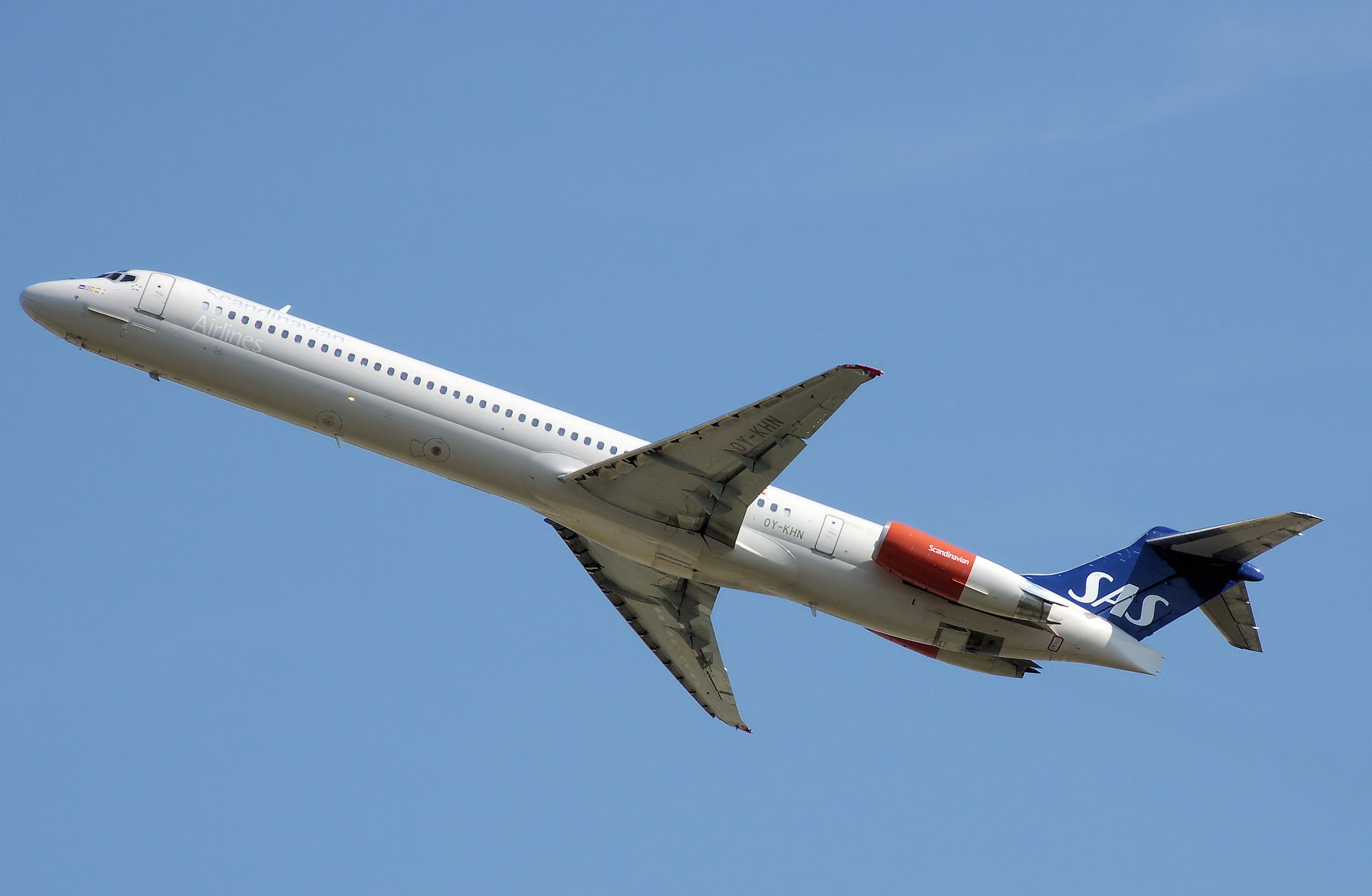
Een SAS MD-81 stijgt op

De McDonnell Douglas MD-80, ook wel bekend als Super 80 of de  Maddog, is een tweemotorig commercieel vliegtuig. Het toestel heeft een capaciteit van 172 passagiers. De MD-80-serie is afgeleid van de DC-9, en werd geïntroduceerd in 1980 door Swissair.

## Ontwikkeling
De ontwikkeling van de MD-80-serie begon in de jaren 70 van de 20e eeuw als een nieuwe versie van de DC-9 serie 50. Beschikbaarheid van de nieuwe Pratt & Whitney JT8D-motoren was een belangrijke drijfveer achter de ontwikkeling van het toestel. Het ontwerp werd gebaseerd op de Series 55 in augustus 1977.
Het toestel werd in gebruik genomen in 1980. Oorspronkelijk werd het geclassificeerd als een nieuwe versie van de DC-9, maar in juli 1983 werd de naam veranderd naar MD-80 als marketingzet. Nieuwe versies van het toestel waren de MD-81/82/83 en de kortere MD-87, maar hun formele certificaat was nog altijd DC-9-81/82 etc. Alleen de MD-88 en de MD-90 kregen een "MD"-certificatie.
De MD-80 had ten opzichte van de oudere DC-9-toestellen een vernieuwde cockpit en aerodynamische verbeteringen, samen met de krachtigere, stillere en efficiëntere JT8D-(200)-motoren. De MD-80 had ook een langere romp dan de oudere DC-9 en een groter vliegbereik. In Nederland vloog het toenmalige Martinair Holland met diverse MD-80, -81, -82 en -83 toestellen. Begin jaren negentig werden deze verkocht en vervangen door de Boeing 767.
De productie eindigde in 1999.

## Maatschappijen
De MD-80-serie wordt door vliegmaatschappijen wereldwijd gebruikt. Belangrijke gebruikers zijn Aeroméxico, Aerolíneas Argentinas, Allegiant Air, Andes Líneas Aereas, B&H Airlines, American Airlines, Angkor Airways, Austrian Airlines, Avianca, Belle Air, Dana air, Delta Air Lines, Swissair, Alitalia, Scandinavian Airlines System (SAS), Finnair, Iberia, Iran Airtour, Japan Air System (JAS), China Eastern Airlines, China Northern Airlines, Alaska Airlines, Korean Air, Austral Líneas Aéreas, Onur Air en Viking Airlines.

## Specificaties
|                      | MD-81                          | MD-82/-88                        | MD-83                          | MD-87                          |
| -------------------- | ------------------------------ | -------------------------------- | ------------------------------ | ------------------------------ |
| Passagiers           | 155 (2 klassen) 172 (1 klasse) | 152 (2 klassen) 172 (1 klasse)   | 155 (2 klassen) 172 (1 klasse) | 130 (2 klassen) 139 (1 klasse) |
| Maximum startgewicht | 64.000 kg                      | 67.800 kg                        | 72.600 kg                      | 64.000 kg                      |
| Afstand              | 2.910 km                       | 3.800 km                         | 4.640 km                       | 4.440 km                       |
| Standaard snelheid   | Machgetal 0,76 (811 km/h)      | Machgetal 0,76 (811 km/h)        | Machgetal 0,76 (811 km/h)      | Machgetal 0,76 (811 km/h)      |
| Lengte               | 45,1 m                         | 45,1 m                           | 45,1 m                         | 39,7 m                         |
| Spanwijdte           | 32,8 m                         | 32,8 m                           | 32,8 m                         | 32,8 m                         |
| Hoogte               | 9,05 m                         | 9,05 m                           | 9,05 m                         | 9,3 m                          |
| Motor (2 x)          | P&W JT8D-209 82,29 kN          | P&W JT8D-217A/C or -219 88,96 kN | P&W JT8D-219 93,41 kN          | P&W JT8D-217C 88,96 kN         |

## Ongevallen
- Op 1 juni 1999 ging American Airlines-vlucht 1420, een MD-82, in slechte weersomstandigheden voorbij de landingsbaan en stortte neer op de oevers van de rivier de Arkansas bij de landing op Little Rock Airport. Elf mensen, waaronder de piloot, kwamen om.
- Op 31 januari 2000 stortte Alaska Airlines-vlucht 261, een MD-83, neer in de Stille Oceaan door een geblokkeerde horizontale stabilisator. Alle 88 inzittenden vonden de dood.
- Op 16 augustus 2005 stortte West Caribbean Airways-vlucht 708, een MD-82, neer in een bergstreek in Noord-West-Venezuela. Alle 152 passagiers en 8 bemanningsleden kwamen om.
- Op 16 september 2007 stortte een MD-82 van One-Two-GO-vlucht 269 neer naast de landingsbaan en ontplofte op de Internationale Luchthaven Phuket. 89 van de 130 mensen aan boord werden gedood.
- Op 30 november 2007 stortte een MD-83 van Atlasjet-vlucht 4203 neer in de zuidwestelijke provincie van Isparta in Turkije, waarbij alle 57 mensen aan boord omkwamen.
- Op woensdag 20 augustus 2008 was er op de Madrileense luchthaven Barajas een MD-82 van Spanair betrokken bij een dodelijk vliegtuigongeval. Bij deze ramp vielen minstens 153 doden en 19 gewonden. Zie Spanair-vlucht JK 5022.
- Op zondag 29 mei 2011 vatte er op de Amerikaanse luchthaven Hartsfield-Jackson Atlanta een MD-88 van Delta Air Lines vlam. De oorzaak van dit ongeluk is nog niet bekend.
- Op zondag 3 juni 2012 stortte een MD-83 van Dana Air kort voor de landing neer in een woonwijk van Lagos, Nigeria. Het vliegtuig was op weg van de hoofdstad Abuja naar Lagos en kreeg vlak voordat het zijn bestemming bereikte motorproblemen. Alle 153 inzittenden zijn omgekomen, op de grond kwamen 16 mensen om het leven.
- Op donderdag 24 juli 2014 verdween een MD-83 van Swiftair (Air Algérie-vlucht 5017) van de radar boven het grondgebied van Niger. Het toestel was geleaset door Air Algérie, en stortte neer bij Gossi (Mali) 50 minuten na het opstijgen van Ouagadougou in Burkina Faso, op weg naar Algiers met 110 passagiers en 6 bemanningsleden.
- Op maandag 27 januari 2020 belandde een MD-83 van Caspian Airlines op de snelweg nadat het van de landingsbaan was geschoten van de Iraanse luchthaven Mahshahr. Er zaten 150 passagiers aan boord.